# توم لامبرت
توم لامبرت (9 مايو 1981 في المملكة المتحدة - )  (بالإنجليزية: Tom Lambert)‏ هو لاعب كريكت بريطاني. لعب مع Berkshire County Cricket Club ‏.